# Валандово (община)
Валандово (на македонска литературна норма: Општина Валандово) е община, разположена в югаизточната част на Северна Македония със седалище едноименният град Валандово.
Валандовска община граничи с общините Дойран, Богданци и Гевгели на юг, Демир Капия на запад, Конче и Струмица на север. Част от източната граница на общината съвпада с държавнта граница на Северна Македония с Гърция. Броят на населението е 11 890 души (2002), а площта - 331,4 km2. Освен град Валандово в общината влизат и 28 села.
Община Валандово е побратимена с българската Община Априлци.

## Структура на населението
Според преброяването от 2002 година община Валандово има 11 890 жители.
| Етническа принадлежност | Процент |
| македонци               | 82,68%  |
| албанци                 | 0,00%   |
| турци                   | 11,21%  |
| роми                    | 0,27%   |
| власи                   | 0,01%   |
| сърби                   | 5,37%   |
| бошняци                 | 0,01%   |
| други                   | 0,45%   |